# Pota Lait
El grup de eivissenc Pota Lait es va crear l'any 2000. És un grup que en les seues composicions s'hi destil·len diversos gèneres com el rock i el folk amb algunes incursions del hip-hop i fins i tot el reggae o el country. La llengua sempre sempre és l'eivissenc o bé en una mescla parodiada del castellà amb l'eivissenc que la formació anomena eivillano (mescla d'eivissenc i sevillano).
Ha participat en múltiples concerts arreu de les Illes Pitiüses a part d'haver fet concerts a Mallorca, a Menorca i, esporàdicament, a Barcelona. Ha participat en diverses trobades de Músics per la Llengua a les Illes Balears. A l'illa d'Eivissa han sét teloners de grups com El Canto del Loco i Café Quijano. A Formentera han fet de teloners de Tahúres Zurdos i Gossos.
Han gravat, a hores d'ara, dos videoclips. El primer, titulat Es Vedrà i el segon Sa botiga de Dalt Vila que ha sét premiat amb el 3r premi dins la categoria del Millor Clip en català del certamen internacional Musiclip celebrat a Barcelona.

## Membres del grup
- Alfredo Marí (cantant i lletrista)
- Pol Alcaide (guitarres)
- Miguel Arredondo (guitarres)
- Juanan Colomar (baix)
- Pere Cardona (bateria)

## Discografia
- Pota Lait (2001)
- Aferra-t'hi fort (2005)
- Cap a Vila (2012)[4]